# Пишчанци
Пишчанци (словен. Piščanci, раније итал. Sottomonte) је насеље у Италији у округу Трст, региону Фурланија-Јулијска крајина.
Према процени из 2011. у насељу је живело 143 становника. Насеље се налази на надморској висини од 163 м.